# 聖覺
聖覺（?—?），朝鲜半岛新罗菁州人。
史书没有记载聖覺的氏族。不喜欢在世間做官，自號爲居士，隐居在一利縣法定寺。後来回家赡养母亲，母亲年老得病難以吃蔬菜，于是割下大腿的肉给母亲吃。聖覺将死时，爲佛事至誠資薦。大臣角干金敬信、伊湌金周元等，上报國王按照熊川州向德的成例，賞给他近縣租三百石。